# 罗纳德·李·艾尔米
罗纳德·李·艾尔米（英語：Ronald Lee Ermey，1944年3月24日—2018年4月15日）美国海军陆战队军人、教官，电影及配音演员，以出演电影《全金属外壳》中的士官长哈德曼而知名，因此获金球奖最佳电影男配角提名。

## 外部連結
- 官方网站
- 罗纳德·李·艾尔米在互联网电影资料库（IMDb）上的資料（英文）
- TCM电影资料库上R. Lee Ermey的资料（英文）